# Lac Poncheville
Der Lac Poncheville ist ein See in der regionalen Grafschaftsgemeinde Jamésie der Verwaltungsregion Nord-du-Québec der kanadischen Provinz Québec.

## Lage
Der See liegt 60 km nordöstlich von Matagami am Südrand des Einzugsgebiets des Rivière Broadback. Der 15 km südlich gelegene Lac au Goéland gehört schon zum Einzugsgebiet des Rivière Nottaway. Das Wasser des Lac Poncheville fließt nach Norden über die benachbarten Seen Lac Opataouaga und Lac Quénonisca zum Rivière Broadback und zur James Bay. Der Lac Poncheville ist 39 km lang, bis zu 7 km breit und hat eine Fläche von 130 km².

## Etymologie
1963 wurde das Gewässer nach Charles Thellier de Poncheville (1875–1956) benannt.